# Ланди-Пейн, Бриджетт
Бриджетт Ланди-Пейн (англ. Brigette Lundy-Paine; род. 10 августа 1994, Даллас, Техас, США) — американская актриса. Известна по роли Кейси в телесериале от Netflix «Нетипичный».

## Личная жизнь
В интервью о своей роли в сериале «Нетипичный» она идентифицировала себя как квир, и использует местоимения они/их.
Бриджетт выступает вокалисткой в импровизационной группе «Subtle Pride», что, по её признанию, является основной составляющей её карьеры.

## Фильмография
| Год  | Русское название            | Оригинальное название     | Роль               |
| ---- | --------------------------- | ------------------------- | ------------------ |
| 2015 | Иррациональный человек      | Irrational Man            | Студент Брайлин    |
| 2017 | Стеклянный замок            | The Glass Castle          | Маурин Уолс        |
| 2017 | Свадьба Уайлд               | The Wilde Wedding         | Лара               |
| 2017 | Короче                      | Downsizing                | Девушка Душана     |
| 2018 | Точка отрыва                | Action Point              | Энни Четыре Пальца |
| 2019 | Скандал                     | Bombshell                 | Джулия Кларк       |
| 2020 | Билл и Тед                  | Bill & Ted Face the Music | Билли Логан        |
| 2024 | Я видел свечение телевизора | I Saw the TV Glow         | Мэдди              |

| Год       | Русское название  | Оригинальное название | Роль          |
| --------- | ----------------- | --------------------- | ------------- |
| 2015      | Один плохой выбор | One Bad Choice        | Даниэль       |
| 2016      | Марго против Лили | Margot vs. Lily       | Марго         |
| 2017-2021 | Нетипичный        | Atypical              | Кейси Гарднер |